# Léonide Babaud-Laribière
Pour les articles homonymes, voir Babaud et Laribière.
 (Avril 2020).
François-Saturnin-Léonide Babaud-Laribière (5 avril 1819, Confolens - 25 avril 1873, Perpignan), est un haut fonctionnaire, homme politique et franc-maçon français.

## Biographie
Après avoir suivi son droit à Poitiers, il s'inscrit au barreau de Limoges en 1840 et collabore à des journaux républicains. À la suite de la part qu'il prit à la campagne des banquets en 1848, le gouvernement provisoire le nomma commissaire de la république dans le département de la Charente.
Il fut élu représentant du peuple par le département de la Charente le 23 avril 1848, siégea à gauche et prit une part active aux travaux de l'Assemblée constituante, où il fit partie du comité de l'intérieur.
Babaud-Larbière n'obtint pas sa réélection à la Législative de 1849, et ainsi qu'à l'élection partielle du 3 février 1850, face à Edgar Ney, candidat de Louis-Napoléon Bonaparte.
Durant le second Empire, il se livra à des travaux historiques et fut élu Grand-maître du Grand Orient de France.
Le gouvernement de la Défense nationale le nomma préfet de la Charente à la suite du 4 septembre 1870. Il occupa par la suite la fonction de préfet des Pyrénées-Orientales de 1872 jusqu'à son décès en1873.
Il est inhumé au cimetière de Confolens (buste sur stèle)

## Publications
- Histoire de l'Assemblée nationale constituante (2 vol.) T1  T2
- Études historiques et administratives (2 vol.)   T2
- Lettres charentaises (2vol.)
- Questions de chemins de fer